# 豊見城市立伊良波中学校
豊見城市立伊良波中学校（とみぐすくしりつ いらはちゅうがっこう）は、沖縄県豊見城市にある市立中学校である。

## 通学区域
字宜保375、382、384～430、字上田17～40、190～205、206―１、207～231、243―１、251、253、265、309～487、字我那覇、字名嘉地、字田頭、字瀬長、字伊良波、字座安、字渡橋名、字与根、字保栄茂、字翁長、字渡嘉敷１～122、133、141、146～148、151～153、154―１、169、173～565、宇豊崎

## 著名な出身者
- 津波響樹‐陸上競技選手